# Зелёная улица (Горелово)
Зелёная улица — улица в Красносельском районе Санкт-Петербурга на территории посёлка Горелово. Соединяет Новопроложенную и Полевую улицы. Протяжённость — 208 м.

## География
Улица проложена в направлении с юга на север (по нумерации домов). По мере возрастания нумерации домов не изменяется тип застройки улицы, то есть малоэтажная застройка.

## Транспорт
- Ж.-д. платформа Горелово (610 м)
- Бесплатная развозка до гипермаркета «ОКей».

Остановка Полевая улица
- Автобусы: 20, 81, 145, 145Б, 145Э, 147, 165, 181, 245, 632, 639А
- Маршрутки: 105А, 631, 650В.

## Примыкание улиц
С юга на север
- Новопроложенная улица — примыкание
- Полевая улица — примыкание